# Rupia india
La rupia (en hindi/urdu: रुपया / روپیہ, en inglés: rupee) es la moneda oficial de la República de la India. Su emisión está controlada por el Banco de la Reserva de la India. Está dividida en 100 paises y su código ISO 4217 es INR.
En muchas partes de la India, la rupia es conocida como rupaya (hindi), roopayi (రూపాయి) en télugu y kannada (ರೂಪಾಯಿ), rubai (ரூபாய்) en tamil, roopa (രൂപ) en malayalam, rupaye (रुपये) en maratí, o en muchas otras formas derivadas del sánscrito, en el cual, significa "plata". Sin embargo, en zonas como Bengala Occidental, Tripura, Orissa y Assam el término ha derivado de la palabra sánscrita tanka. Así, a la rupia se la llama taka (টাকা) en bengalí, tôka (টকা) en asamés, y tôngka en oriya.

## Sistema numeral
Las grandes cantidades denominadas en rupias se cuentan por cientos de miles, es decir, en lakhs     (1 lakh= 105 rupias = 100 000 rupias), en crores (1 crore=100 lakhs = 107 rupias = 10 000 000 rupias) y en arawbs (1 arawb=100 crore = 109 rupias = 1 000 000 000 rupias). El uso de millones o billones es menos común. Por ejemplo, la cantidad de 32 584 729,25 rupias equivaldría a 3 crore 25 lakhs 84 729 rupias con 25 paisas.

## Historia

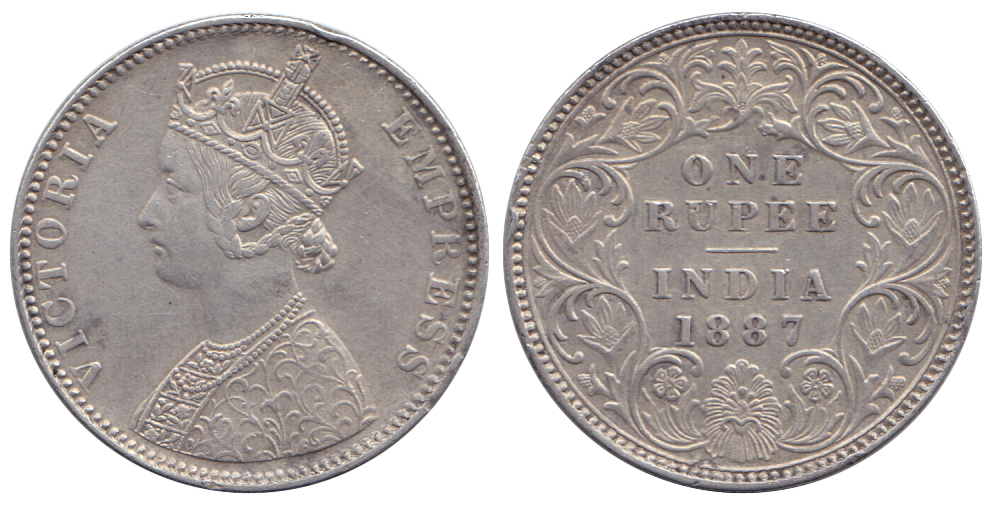
Rupia, 1887. India británica, la reina Victoria. Plata 917.

La India fue uno de los primeros territorios en acuñar moneda, alrededor del VI siglo a. C. Se cree que la primera "rupia" la introdujo el emperador Sher Shah Suri, y se componía de 40 partes de cobre (paise). Entre las primeras emisiones de papel moneda destacan las emitidas por el Banco del Hindustán (1770-1832), el Banco General de Bengala y Bihar (1773-1775) y el Banco de Bengala (1784-1791), entre otros.

## Periodo predecimal

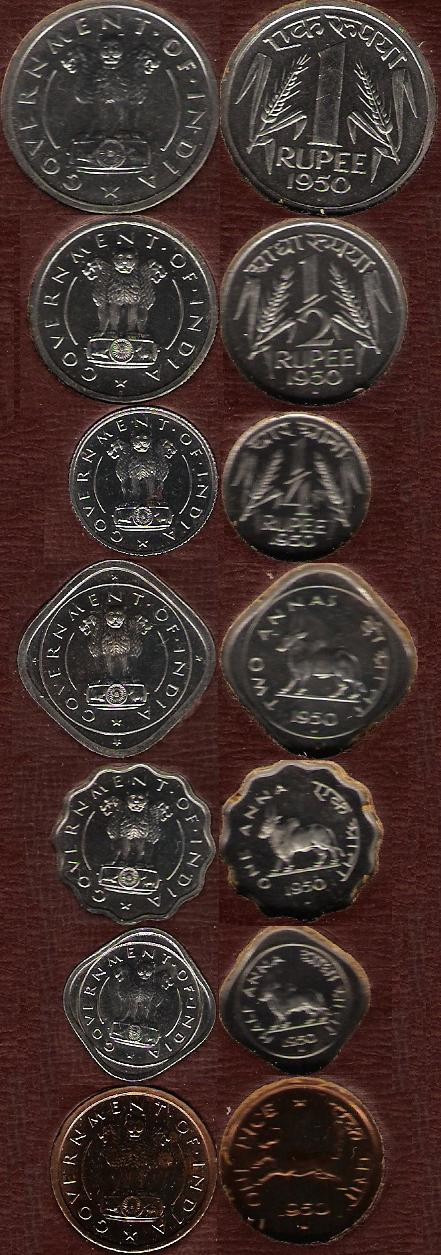
Monedas indias de 1950, emitidas en Bombay.

Hasta 1957 se dividía en dieciséis annas. A su vez un anna se dividía en cuatro pice. Durante el periodo británico el pice se dividía en tres pie. Quince rupias equivalían a su vez a un mohur. Las monedas coloniales podían expresar su valor de distintas formas según la norma de cada momento. Así una moneda de media rupia, era equivalente a una de ocho annas, y una de quince rupias equivalía a una de un mohur.
Hay que tener en cuenta que bajo la administración británica diversos estados de la India tenían y ejercían el derecho de emisión. Las denominaciones de sus monedas podían ser iguales o no a las del resto del país, pero incluso cuando compartían el nombre no siempre represantaban el mismo valor. Así la India Francesa usaba una rupia del mismo valor que la india, pero con diferentes subdivisiones. Por otro lado Hyderabad tenía un sistema similar en nombres al general de la India británica, pero cuando se suprimió la moneda local se hizo al cambio de siete rupias de Hyderabad por seis rupias indias. En el caso de Kutch nada coincidía: 3,5 koris de Kutch valían una rupia india en el momento de la desaparición de aquella divisa. 
Las monedas emitidas por el gobierno indio entre 1950 y 1957 comprendían piezas de un pice, medio anna, un anna, dos annas, un cuarto de rupia, media rupia y una rupia.

## Periodo decimal
Según lo previsto en la enmienda de septiembre de 1955 a la ley monetaria india, el 1 de abril de 1957 se procedió a la decimalización de la rupia india, que pasó a dividirse en cien paisa. 
Hasta 1963 las piezas fraccionarias indicaban la expresión naya paisa (nuevo paisa), pero a partir del 1 de junio de 1964 se abandonó esa mención. En un principio (1957) se emitieron monedas de uno, dos, tres, cinco, diez y vienticinco paisa, seguidas de otras de cincuenta paisas (en 1960) y una rupia (en 1962). Desde 1968 también se emitieron piezas de veinte paisa.
En 2011 se llevó a cabo la desmonetización de los valores inferiores a 50 paise y puesta en circulación una nueva serie de monedas (50 paise, ₹ 1, ₹ 2, ₹ 5, ₹ 10,con el nuevo símbolo de la rupia). A pesar de que la moneda de 50 paise sigue siendo  de curso legal, rara vez se ve en circulación.  
Actualmente se emiten billetes de una, cinco, diez, veinte, cincuenta, cien, quinientas y mil rupias; y monedas de cincuenta paisas, y de una, dos, cinco y diez rupias. Las monedas bimetálicas de 10 rupias fueron introducidas en abril de 2009. La entidad emisora de los billetes es el Reserve Bank of India, mientras que la emisión de moneda metálica es responsabilidad del gobierno. Estas son algunas de las características técnicas de dichas monedas:
| Denominación | Circula desde | Metal              | Metal        | Forma    | Diámetro | Peso   | Canto     | Anverso               | Reverso          |
| Denominación | Circula desde | Anillo             | Centro       | Forma    | Diámetro | Peso   | Canto     | Anverso               | Reverso          |
| ------------ | ------------- | ------------------ | ------------ | -------- | -------- | ------ | --------- | --------------------- | ---------------- |
| 50 Paise     | 1973          | Acero              | Acero        | Circular | 22 mm    | 3,79 g | Liso      | Motivo y valor facial | Emblema nacional |
| 1 Rupia      | 2005          | Acero              | Acero        | Circular | 25 mm    | 4,85 g | Liso      | Motivo y valor facial | Emblema nacional |
| 2 Rupias     | 2005          | Acero              | Acero        | Circular | 27 mm    | 5,62 g | Liso      | Motivo y valor facial | Emblema nacional |
| 5 Rupias     | 2011          | Níquel-Latón       | Níquel-Latón | Circular | 23 mm    | 6,00 g | Seguridad | Motivo y valor facial | Emblema nacional |
| 10 Rupias    | 2009          | Bronce de Aluminio | Cuproníquel  | Circular | 28 mm    | 7,51 g | Liso      | Motivo y valor facial | Emblema nacional |